# Dropmire
Dropmire  ist ein Überwachungsprogramm der National Security Agency (NSA), ausgerichtet auf Auslandsvertretungen beziehungsweise Botschaften innerhalb der Vereinigten Staaten, darunter auch jene der NATO-Verbündeten. Das Programm wurde im Jahr 2013 durch Edward Snowden im Zuge dessen Publikmachung der Globale Überwachung im The Guardian öffentlich bekannt. So waren mindestens 38 Auslandsvertretungen bzw. Botschaften in den USA seit spätestens dem Jahr 2007 Ziel von Spionage durch die NSA.